# Raków (województwo wielkopolskie)
Raków – wieś w Polsce położona w województwie wielkopolskim, w powiecie kępińskim, w gminie Łęka Opatowska.
Położony ok. 12 km na południe od Kępna, w pobliżu linii kolejowej Ostrów Wielkopolski – Kluczbork. Znajduje się tutaj zabytkowy piętrowy spichrz z XVIII wieku.
Trzy rezerwaty przyrody:
- Rezerwat przyrody Stara Buczyna w Rakowie
- Rezerwat przyrody Oles w Dolinie Pomianki
- Rezerwat przyrody Las Łęgowy w Dolinie Pomianki

W latach 1975–1998 miejscowość położona była w województwie kaliskim.